# Marie II (reine de Portugal)
Pour les articles homonymes, voir Marie de Portugal et Marie II.
Marie II de Portugal (en portugais : D. Maria II da Glória de Portugal), née le 4 avril 1819 à Rio de Janeiro et morte le 15 novembre 1853 à Lisbonne, est reine de Portugal et des Algarves, de mai 1826 à juin 1828 et de mai 1834 à sa mort, et progénitrice de la troisième maison de Bragance.

## Biographie

### Début de vie
Fille aînée du « roi-empereur » Pierre IV de Portugal et des Algarves et de l'archiduchesse Marie-Léopoldine d'Autriche, elle naît au Brésil, où la famille royale s'était réfugiée en 1807, confrontée à l'invasion du Portugal par les armées napoléoniennes. Le Portugal est définitivement libéré en 1811 mais le roi Jean VI n'y retourne avec sa cour qu'en 1821, à l'exception du prince héritier Pierre (futur Pierre IV).
Le Brésil proclame sa propre indépendance en 1822 et se dote pour empereur du prince héritier portugais Pierre, qui règne sous le nom de Pierre Ier à partir de 1822. L'empereur du Brésil, Pierre Ier, n'en succède pas moins à son père le roi Jean VI, au décès de celui-ci le 10 mars 1826, et devient également souverain du Portugal, sous le nom de Pierre IV. Cependant pour que ces deux pays conservent leur indépendance, gouvernés chacun par son propre monarque, Pierre abdique dès le 2 mai 1826 en faveur de sa fille aînée l'infante Maria da Gloria qui, trop jeune pour régner, est placée sous la protection de sa tante paternelle l'infante Isabelle-Marie de Bragance (sœur cadette de Pierre Ier/Pierre IV), nommée régente de Portugal (fonction qu'elle remplit jusqu'en février 1828).

### Premier règne

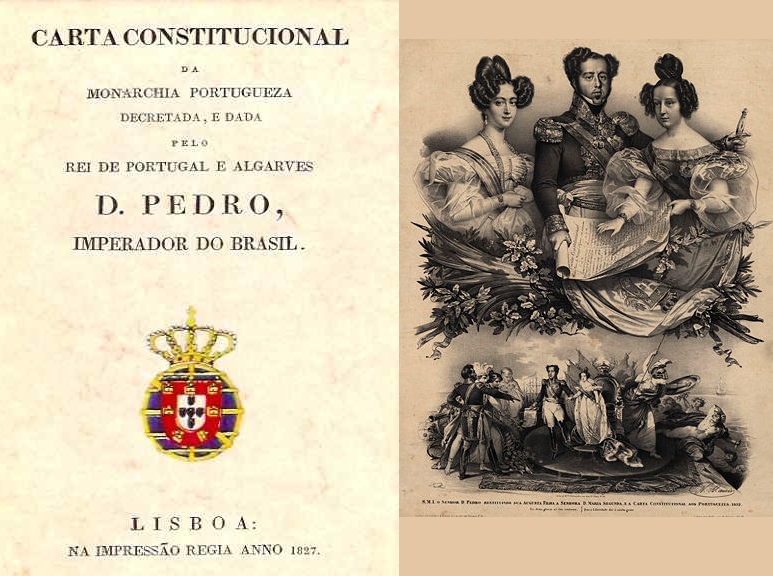
La Charte constitutionnelle de 1826 et la famille royale.

La couronne de Portugal est alors donnée à l'aînée de ses enfants, l'infante Maria da Gloria en 1826, tandis que la couronne brésilienne est destinée après lui à son unique fils Pierre (le futur Pierre II du Brésil), né en 1825. Afin d'éviter des troubles, l'empereur du Brésil fiance sa fille, qui n'a que sept ans, à son plus proche héritier : son frère cadet l'infant Michel, âgé de 23 ans. Cependant l'infant Michel prône des valeurs conservatrices, alors que l'empereur du Brésil se veut libéral. L'infant Michel détrône sa nièce deux ans plus tard (leurs fiançailles étant par la suite annulées) et se proclame roi de Portugal à sa place, sous le nom de Michel Ier, en juin 1828.

### Guerre civile portugaise
En avril 1831, l'empereur Pierre Ier du Brésil (ex-roi Pierre IV de Portugal) abdique en faveur de son fils Pierre II du Brésil, âgé de six ans, et quitte le Brésil pour rejoindre sa fille Marie II au Portugal et défendre ses droits au trône contre ceux de son frère. Le 3 mars 1832, en pleine guerre civile, il assure la régence sur le royaume du Portugal au nom de sa fille, la reine.
En mai 1834, après trois années de luttes, les troupes du roi Michel Ier, dit « l'Usurpateur » (o Usurpador), sont définitivement vaincues par celles du général Saldanha à la tête des troupes fidèles à l'ex-empereur du Brésil et ex-roi du Portugal Pierre (Ier/IV). Pierre Ier/Pierre IV remonte jusqu'à Lisbonne, où il reprend le pouvoir et le rend aussitôt à sa fille. Le roi Michel Ier, par les accords d'Evora-Monte, renonce dès lors définitivement à tous ses droits sur la couronne du Portugal (que fixera – par l'article 98 – la Constitution portugaise de 1838) et prend le chemin de l'exil. Le roi Michel Ier ayant abdiqué, la reine Marie II est restaurée, devenant la souveraine incontestée du Portugal.

### Second règne

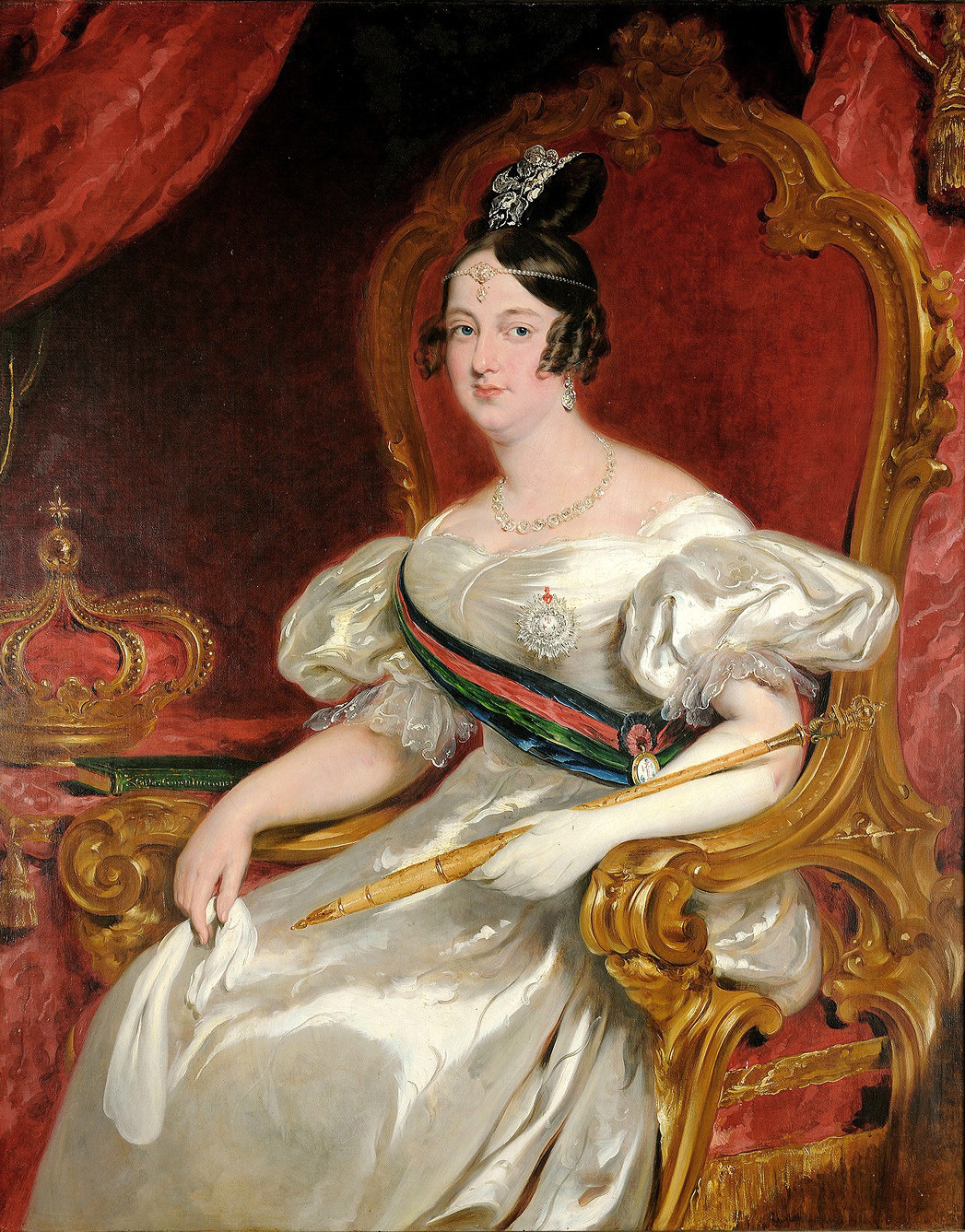
Portrait de la reine par John Simpson, vers 1835.

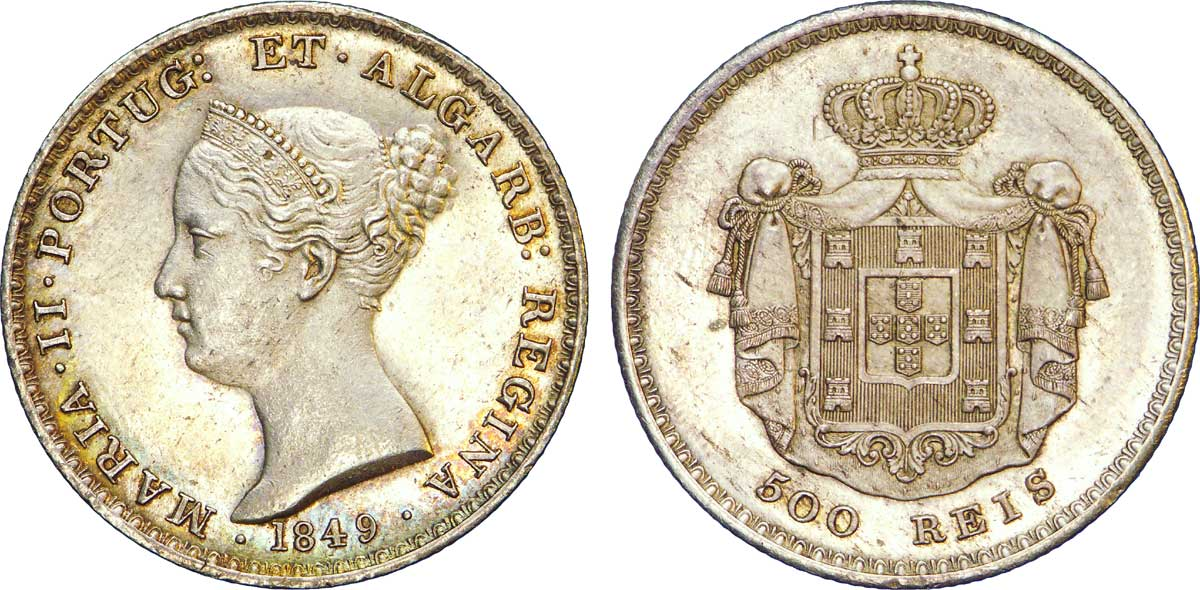
500 Réis à l'effigie de Marie II (1849).

Pierre Ier/Pierre IV meurt de la tuberculose en septembre 1834 : les Cortes (le Parlement des pairs et des députés du Portugal) ainsi que le gouvernement portugais, dès lors et sous la pression de la Quadruple Alliance, décrètent la majorité de la jeune reine Marie II âgée de quinze ans.
Sous son règne se développe l'enseignement, du primaire jusqu'au supérieur, avec des réformes et créations de nouvelles écoles à travers le pays.
Il est promulgué l'Acte additionnel de 1852, permettant l'élection directe des députés par une base électorale élargie, favorisant le principe de l'alternance des partis, introduisant de nouvelles lois à caractère fiscal et abolissant en outre la peine de mort pour les délits à caractère politique.
Le profil du visage de la reine Marie II figure, par ailleurs, sur le premier timbre-poste portugais imprimé en 1853.

### Mariages et descendance
Veuf depuis 1826, Pierre Ier s'est remarié en 1829 avec la princesse Amélie de Leuchtenberg, fille d'Eugène de Beauharnais, duc de Leuchtenberg (fils adoptif de l'empereur Napoléon Ier) et de la princesse Augusta-Amélie de Bavière, et dont il aura une autre fille, la princesse Marie-Amélie de Bragance, princesse du Brésil (1831-1853).
La reine Marie II est mariée en janvier 1835, à l'âge de presque seize ans, au prince Auguste de Beauharnais, duc de Leuchtenberg (1810-1835), fils d'Eugène de Beauharnais (duc bavarois de Leuchtenberg) et d'Augusta-Amélie de Bavière. Auguste de Leuchtenberg est le frère de l'impératrice douairière du Brésil Amélie de Leuchtenberg (seconde épouse et veuve du père de Marie II) qui est l'initiatrice de son mariage ; Marie II se retrouvant par conséquent la belle-sœur de sa belle-mère.
Le 28 mars 1835, Auguste, le jeune prince consort de Portugal, meurt de la diphtérie, deux mois seulement après les noces, âgé de 24 ans.
Marie II reste membre de la famille impériale brésilienne et héritière présomptive de son frère cadet Pierre II du Brésil jusqu'en 1835, lorsqu'elle est finalement exclue par force de loi (n° 91 du 30 octobre 1835) de l'ordre de succession au trône brésilien.
L'année suivante, en 1836, Marie II épouse le prince Ferdinand de Saxe-Cobourg-Gotha, fils du prince Ferdinand (1781-1851) et de la richissime princesse hongroise Antoinette de Koháry (1797-1862), neveu du roi Léopold Ier de Belgique et cousin germain de la future reine Victoria, qui devint roi de Portugal jure uxoris, sous le nom de Ferdinand II de Portugal.

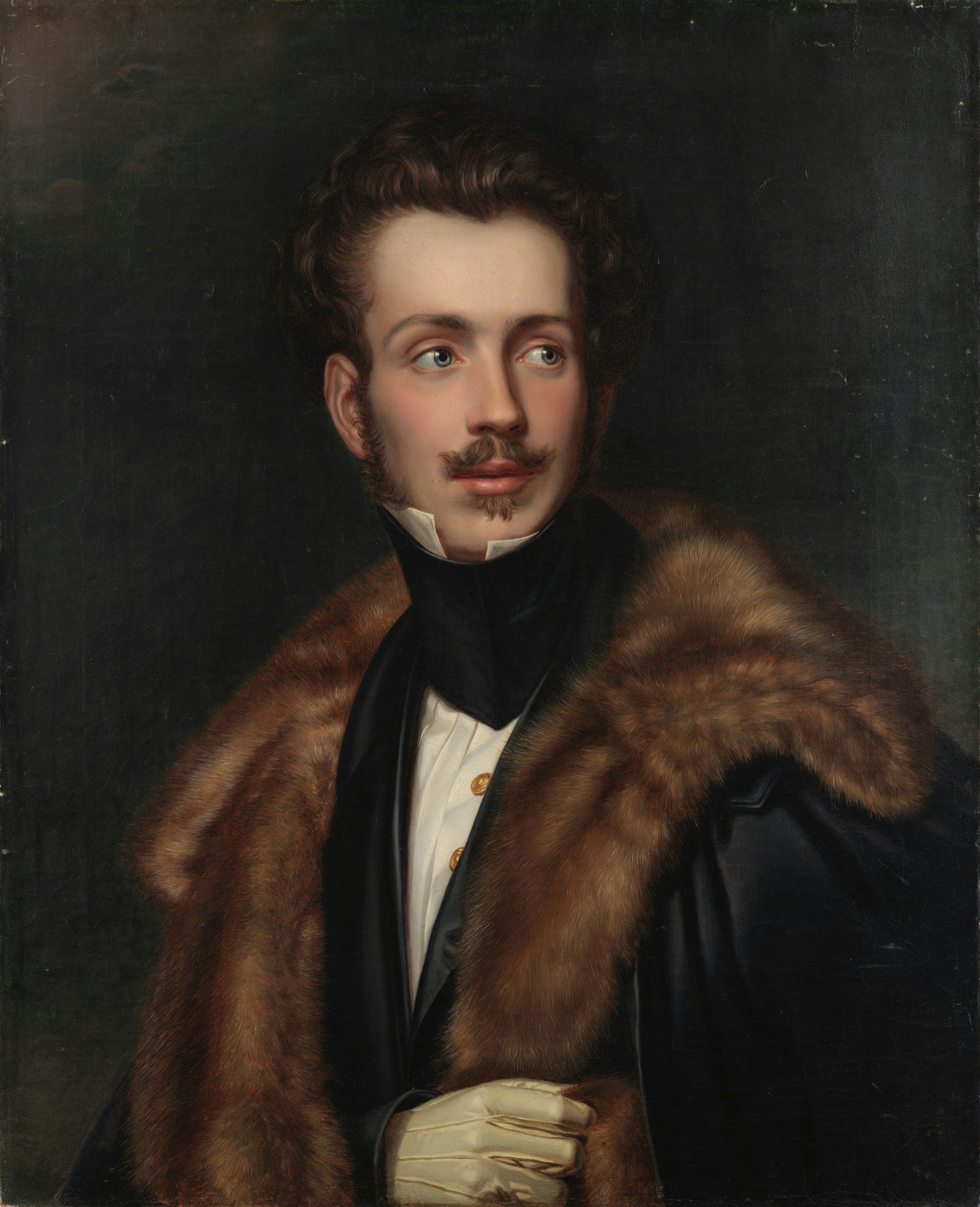
Auguste de Leuchtenberg
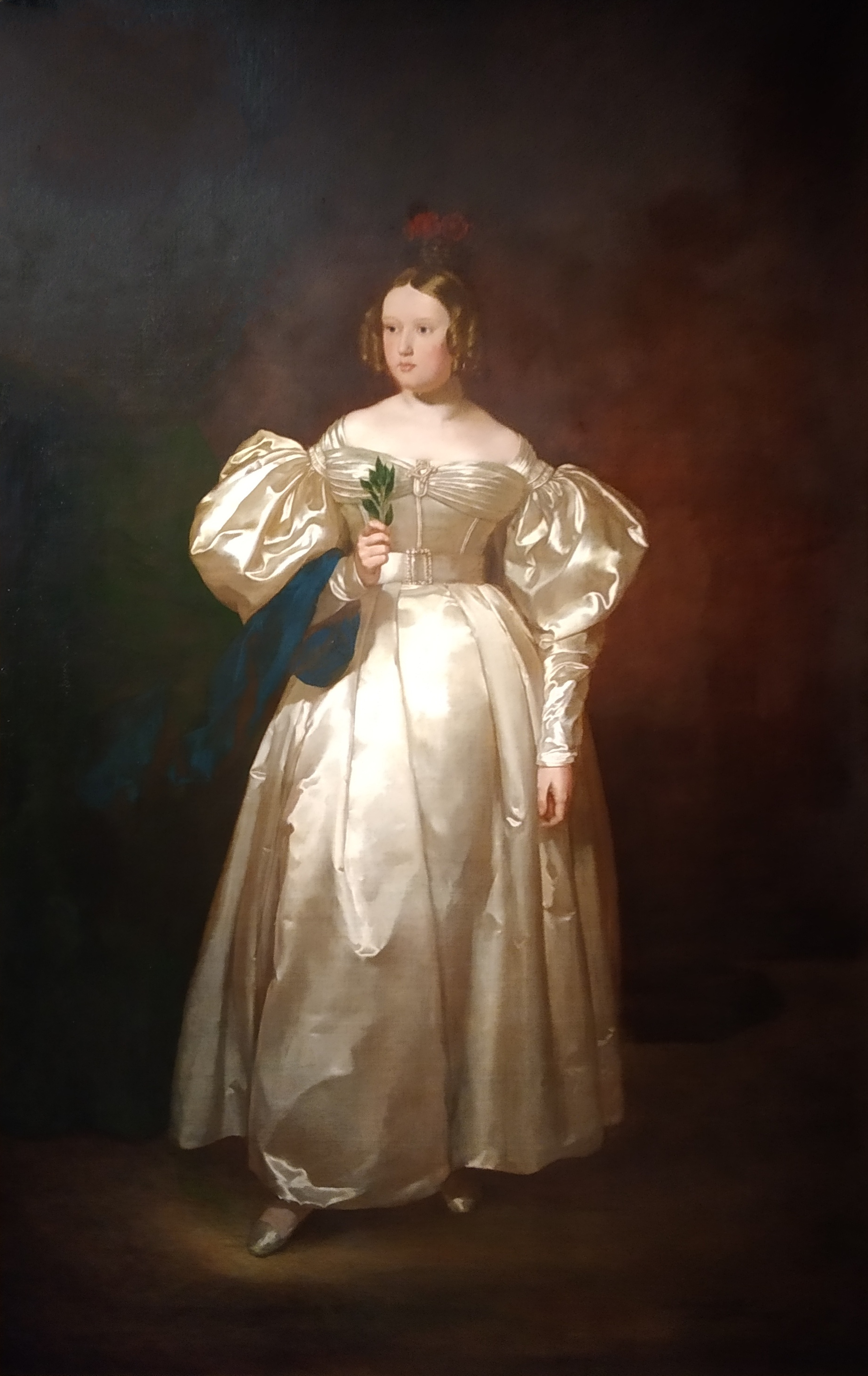
La reine Marie II (en 1833)
Ferdinand de Saxe-Cobourg-Gotha

De ce second mariage naissent onze enfants :
- Pierre V (1837-11 novembre 1861), roi de Portugal
- Louis Ier (1838-1889), roi de Portugal
- Marie (née et morte le 4 octobre 1840)
- Jean (1842-27 décembre 1861), duc de Beja
- Marie-Anne (1843-1884). En 1859, elle épouse son cousin le prince Georges de Saxe (qui devient roi de Saxe en 1902, bien après la mort de Marie-Anne) et est la grand-mère de l'empereur Charles Ier d'Autriche
- Antonia (1845-1913). Le 12 septembre 1861, elle épouse le prince Léopold de Hohenzollern-Sigmaringen et est la mère du roi Ferdinand Ier de Roumanie
- Ferdinand (1846- 6 novembre 1861)
- Auguste (1847-1889), duc de Coimbra
- Léopold (né et mort le 7 mai 1849)
- Maria da Gloria (née et morte le 3 février 1851)
- Eugène (né et mort le 15 novembre 1853)

### Mort
Marie II meurt à l'âge de 34 ans, en donnant naissance le 15 novembre 1853 à son onzième et dernier enfant (qui meurt à la naissance). Son fils aîné, âgé de 16 ans, lui succède ainsi au trône sous le nom de Pierre V, roi de Portugal et des Algarves sous la régence de son père, Ferdinand II.

## Titre complet
Reine de Portugal et des Algarves, de chaque côté de la mer en Afrique, duchesse de Guinée et de la conquête, de la navigation et du commerce d'Éthiopie, d'Arabie, de Perse et d'Inde par la grâce de Dieu.